# تيزكي نبردة (آيت احسي لحسن)
تيزكي نبردة هو دُوَّار يقع بجماعة تيلويت، إقليم ورززات، جهة درعة تافيلالت في المملكة المغربية. ينتمي الدوّار لمشيخة آيت احسي لحسن التي تضم 8 دواوير. يقدر عدد سكانه بـ 700 نسمة حسب الإحصاء الرسمي للسكان والسكنى لسنة 2004.

## روابط خارجية
- البوابة الوطنية للجماعات الترابية نسخة محفوظة 12 مارس 2018 على موقع واي باك مشين.
- المندوبية السامية للتخطيط